# 스털링 보먼

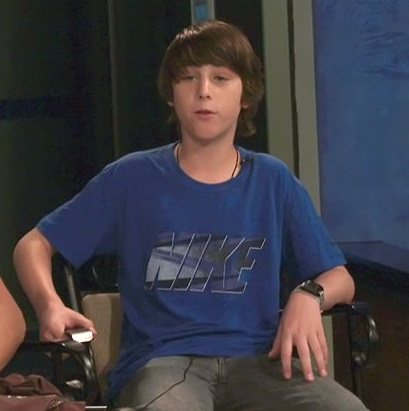

스털링 보먼(Sterling Beaumon, 1995년 6월 2일 ~ )은 미국의 배우, 모델, 성우이다.
샌디에이고에서 태어났다.

## 출연 작품
- 스피닝 맨 (2018년) - 맷 역
- 시니어 프로젝트 (2014년)
- 크롤스페이스 (2013년)
- 더 프리티 원 (2013년)
- 아서 뉴먼 (2012년) - 그랜트 역
- 아스트로 보이 - 아톰의 귀환 (2009년) - 슬러지 목소리 역
- 모스트리 고스트리 (2008년)
- 4번의 크리스마스 (2008년)
- Oblivion, Nebraska (2006) - 단편

### 텔레비전
- 로스트 (2007-09)
- 레드 위도우 (2013, Red Widow)
- 킬링 (2014)